# Paul Thomik
Paul Thomik, polnisch Paweł Thomik, (* 25. Januar 1985 in Zabrze, Polen) ist ein deutscher Fußballspieler polnischer Herkunft.

## Karriere

### Vereine
Im Alter von drei Jahren gelangte Thomik mit seinen deutschstämmigen Eltern nach Verl im Kreis Gütersloh, wo er auch aufwuchs. Mit dem Fußballspielen begann er beim FC Sürenheide, einem Stadtteilverein von Verl. Über Westfalia Wiedenbrück und den FC Gütersloh gelangte er 1999 in die Jugendabteilung des FC Bayern München. 2001 gewann er mit der Mannschaft die deutsche B-Junioren-Meisterschaft und tags darauf die deutsche A-Junioren-Meisterschaft. Letztere gewann er auch in den Jahren 2002 und 2004 und ist somit der einzige Spieler, der diese dreimal gewann. In der Saison 2004/05 debütierte er in der Amateurmannschaft des FC Bayern München und bestritt 28 von 34 Spielen in der Regionalliga Süd, in denen er drei Tore erzielte.
Im Sommer 2005 wechselte er zum Zweitligisten SpVgg Unterhaching, für die er in 40 Punktspielen drei Tore erzielte. Sein Punktspieldebüt gab er dort am 7. August 2005 (1. Spieltag) beim 3:0-Sieg im Heimspiel gegen den SC Paderborn 07; sein erstes Tor erzielte er am 6. November 2005 beim 4:1-Sieg im Heimspiel gegen die SpVgg Greuther Fürth mit dem Treffer zum 4:0 in der 76. Minute – drei Minuten nach seiner Einwechslung für Carsten Sträßer. Nach dem Abstieg 2007 verließ er den Verein und unterschrieb beim Zweitliga-Aufsteiger VfL Osnabrück einen Zweijahresvertrag. Nach dem Ende seiner Vertragslaufzeit war er kurzzeitig vereinslos, schloss sich mit Spielberechtigung zum 1. Januar 2010 dem Zweitligisten 1. FC Union Berlin an. Nach zwei aufeinanderfolgenden Spieltagen, an denen er erstmals (und jeweils 90 Minuten lang) zum Einsatz kam, zwang ihn eine langwierige Bänderverletzung dem Spielbetrieb fernzubleiben. In der Folgesaison absolvierte er 23 Zweitligaspiele und erzielte ein Tor.
In der Saison 2011/12 spielte er für den polnischen Rekordmeister Górnik Zabrze und kam am 1. August 2011 (1. Spieltag) beim 2:2 im Heimspiel gegen Śląsk Wrocław erstmals für den Klub aus seiner Geburtsstadt zum Ligaeinsatz, jedoch nur in der Młoda Ekstraklasa; dabei erzielte er mit dem 1:0-Führungstreffer in der 26. Minute sein erstes Tor. Danach wurde er am 12. August 2011 bei der 1:3-Niederlage im Auswärtsspiel gegen KP Legia Warschau erstmals in der Ekstraklasa eingesetzt. 
Ab der Saison 2012/13 war Thomik – zunächst auf Leihbasis – für den Drittligisten VfL Osnabrück aktiv, für den er am 28. Juli 2012 (2. Spieltag) den 1:0-Siegtreffer in der 47. Minute im Auswärtsspiel gegen den 1. FC Saarbrücken erzielte. Im Sommer 2013 wurde Thomik dauerhaft verpflichtet. Kurz nach Saisonstart fiel er mit einer Leistenverletzung für den Rest der Spielzeit aus.
Nach drei weiteren (von insgesamt fünf) Spielzeiten für den VfL Osnabrück wechselte Thomik zu Saisonbeginn 2015/16 zum unterfränkischen Drittliga-Aufsteiger Würzburger Kickers. Nach kurzer Vereinslosigkeit wurde Thomik vom SV Heimstetten, östlich von München gelegen, für dessen Bayernligamannschaft verpflichtet. Dort fungiert er seit Sommer 2020 als Spielertrainer der 2. Mannschaft.

### Nationalmannschaft
Thomik durchlief die Nachwuchsmannschaften der Altersklasse U17 bis U20 des DFB und bestritt insgesamt 41 Länderspiele, in denen er acht Tore erzielte. Sein Debüt bestritt er 2001 in der U-17-Nationalmannschaft (13 Spiele, 4 Tore), mit der er 2002 bei der Europameisterschaft bis ins Viertelfinale vordrang. Für die U-18-Auswahl bestritt er sechs Länderspiele (ohne Torerfolg). Mit der U-19-Auswahl (8 Spiele, 3 Tore) nahm er an der Europameisterschaft 2004 teil und schied dort in der Vorrunde aus. Ein Jahr später erreichte er mit der U-20-Nationalmannschaft (14 Spiele, 1 Tor) bei der Weltmeisterschaft 2005 das Viertelfinale.

## Erfolge
- Deutscher B-Juniorenmeister 2001 (mit dem FC Bayern München)
- Deutscher A-Juniorenmeister 2001, 2002 und 2004 (mit dem FC Bayern München)
- Aufstieg in die 2. Bundesliga 2016 (mit den Würzburger Kickers)